# Zhongneng Vehicle Group
Zhongneng Vehicle Group Co., Ltd. (chiamato anche ZNEN Group) è un produttore cinese di motociclette, scooter e motori per il settore motociclistico, fondato nel 1988 e che opera con il marchio ZNEN Motor.
Nell'ottobre del 2018 ha acquistato la storica casa motociclistica italiana Moto Morini.

## Storia
Nel 1988 Chen Huaneng fonda la “Donghai Machinery Factory” a Taizhou (Zhejiang) azienda produttrice di componenti per frigoriferi e piccoli elettrodomestici che rapidamente si impone sul mercato locale. Le numerose commesse portarono l’azienda a crescere e nel 1996 venne
istituita la Taizhou Zhongneng Photoelectric specializzata nella produzione di materiale fotoelettrico per elettrodomestici. Nello stesso anno viene avviata la produzione di biciclette elettriche sfruttando le tecnologie proprie.
Il boom economico cinese nel settore motociclistico, e il successo nel campo delle biciclette spingono l'azienda a progettare motocicli compatti per il mercato locale e nel 1998 il nome aziendale venne cambiato in “Zhejiang Zhongneng Photoelectric”, venne avviato l’export di lampade e componenti elettrici verso paesi asiatici e dell’est Europa, e venne fondato il marchio ZNEN Motor con la presentazione del primo scooter, il cinquantino S-King che entrerà in produzione l'anno successivo grazie all'utilizzo di tecnologie e brevetti su licenza di origine giapponese.
Nel 2002 viene inaugurato il nuovo stabilimento produttivo a Xiaoxie da 42,000 metri quadri destinato a motocicli leggeri e la denominazione sociale viene cambiata in “Zhejiang Zhongneng Motorcycle Co., Ltd”.
Nel 2003 viene fondata la Taizhou Zhongneng Automobile specializzata nella produzione di componenti plastici per automobili, e la Taizhou Zhongneng Motorcycle per componenti destinati ai motocicli.
Nel 2005 la Zhongnen acquista la Foshan Fosti Motorcycle Manufacturing (meglio nota come Fosti), azienda produttrice di motociclette leggere nella fascia 50-250 cc e viene avviato l'export verso l'Europa degli scooter; tali modelli saranno forniti “no logo” a vari importatori locali a cui applicheranno il proprio marchio.
L'anno successivo venne presentato lo scooter "ZNEN Zoom", primo veicolo sviluppato in modo autonomo dall'azienda; si tratta di uno scooter a ruote alte con motori 125 e 150. A seguire saranno immessi in produzione altri modelli di scooter come l'F8, il Kangaroo e il Roar.
Per soddisfare la crescente produzione di scooter viene inaugurata nel 2009 la nuova fabbrica Zhongneng Xinqiao da 86,000 metri quadri. Nel 2013 viene fondata la Moden Electric Vehicle Technology Co., Ltd, sussidiaria destinata allo sviluppo e alla produzione di motocicli elettrici.
Nel 2017 viene inaugurata la nuova fabbrica di Taizhou Bay da 230,000 metri quadri.
Nell’ottobre del 2018 Zhongneng acquista il 100% della Moto Morini per 10 milioni di euro.

## Vicende legali
Nel 2010 Zhongneng Group registra presso l’EUIPO (Ufficio Europeo per la proprietà Intellettuale) i progetti con disegni dei modelli Znen Ves, Cityzen e Revival, tutti e tre con un design fortemente ispirato alla Piaggio Vespa.
Nel 2014 si ha la prima citazione da parte di Piaggio all’EUIPO con una domanda di “dichiarazione di nullità”, dichiarando che i tre modelli cinesi non soddisfano i “requisiti della novità e del carattere individuale” rispetto alla attuale Vespa LX e rispetto ai vari brevetti depositati da Piaggio per i modelli Vespa sin dal 1945.
Nel 2015, e nel 2018 dopo un altro ricorso, l’EUIPO ha respinto nuovamente l’istanza della Piaggio, che si è rivolta al Tribunale Europeo.
Nel 2018 la Corte d'Appello di Torino conferma la sentenza di primo grado: la Vespa non si può copiare e i veicoli ZNEN non possono essere venduti in Italia.
Nel 2019 il tribunale europeo respinge l’azione di Znen confermando la validità del marchio Piaggio. Il 17 febbraio 2021 Znen presenta ricorso.